# Langesee
Der Langesee ist ein See südlich von Müllrose und östlich von Beeskow. Er ist ein beliebtes Angelgewässer und liegt im Naturpark Schlaubetal. Er wird von der Schlaube durchflossen. Umgangssprachlich auch Langersee oder Langer See.

## Fischerei
Es gibt vor allem Bestände von Aal, Barsch, Hecht, Karpfen, Schleien, Wels und Zander. Das Angeln ist unter besonderer Berücksichtigung der Schutzbestimmungen des  Naturparks Schlaubetal gestattet.